# Эумегисты
Эумегисты (лат. Eumegistus) — род лучепёрых рыб из семейства морских лещей. Представители рода распространены в Атлантическом и Тихом океанах. Длина тела составляет от 47 (Eumegistus illustris) до 61 см (Eumegistus brevorti). Это подвижные пелагические хищные рыбы.

## Классификация
На декабрь 2019 года в род включают 2 вида:
- Eumegistus brevorti (Poey, 1860) — Атлантический эумегист
- Eumegistus illustris Jordan & Jordan, 1922 — Индо-тихоокеанский эумегист